# Janice Atkinson
Janice Ann Atkinson (Londra, 31 agosto 1962) è una politica britannica, europarlamentare per il Partito per l'Indipendenza del Regno Unito dal 2014 al 2019.

## Biografia
Atkinson è figlia di un minatore e di una donna delle pulizie. Mentre suo padre era un socialista, sua madre era una sostenitrice dei Tory. Atkinson afferma di aver frequentato una grammar school e di ciò che ha affermato sembrano esserci prove, riguardo agli studi presso la Blackheath Bluecoat Church of England School. A vent'anni, ha iniziato a lavorare come freelance. Possedeva una piccola società di consulenza di marketing e lavorava per clienti in vari settori.
Dal suo primo matrimonio nacquero due figli. Attualmente è sposata per la seconda volta. Suo marito ha altri due figli, che si sono uniti agli altri della coppia.

## Carriera politica
Atkinson afferma di essere stata una sostenitrice di Margaret Thatcher nella sua giovinezza.
Ha ricoperto il ruolo di addetto stampa del Partito Conservatore per il Sud-Est durante la campagna elettorale del 2005. Ha partecipato alle elezioni generali del 2010 nella circoscrizione di Batley e Spen, ma ha perso contro Mike Wood. 
Atkinson è diventata europarlamentare nel 2014. È stata membro supplente della Commissione per le libertà civili, la giustizia e gli affari interni. All'interno del suo partito, è stata al centro di polemiche per un'osservazione controversa e offensiva rivolta a un elettore di origine thailandese.
Nel marzo 2015, Atkinson è stata espulsa dall'UKIP dopo aver chiesto una ricevuta da un ristorante per una cifra eccessiva in seguito a un evento dell'Alleanza per la Democrazia Diretta in Europa. Si è unita al gruppo Europa delle Nazioni e della Libertà nel giugno 2015 e ne è diventata in seguito il suo vicepresidente.